# Aeroportul Rajahmundry
Aeroportul Rajahmundry (IATA: RJA, ICAO: VORY) este un aeroport din Rajahmundry⁠(d), East Godavari district⁠(d), Andhra Pradesh, India ce deservește zona Rajahmundry⁠(d). Aeroportul a fost tranzitat în decembrie 2022 de 38.897 de pasageri. A fost numit după zona deservită.
Situat la o altitudine de 46 m, aeroportul dispune de o singură pistă. Este operat de Airports Authority of India⁠(d).